# Le Sauveur
Le Sauveur (auf Deutsch: Der Retter) ist ein 1970 entstandenes, französisches Filmdrama von Michel Mardore zum Thema Vertrauen und Verrat mit Horst Buchholz und der Debütantin Muriel Catala in den Hauptrollen. Die damals 18-jährige Nachwuchskünstlerin spielte „ein 14jähriges Mädchen vom Lande, das im Kriegsjahr 1943 einen mysteriösen, angeblich aus England kommenden Fremden (Horst Buchholz) vor den Deutschen versteckt und zu ihm im Laufe der gemeinsamen Zeit erste zarte Gefühle entwickelt.“ Der Regisseur verfasste auch die Romanvorlage und das Drehbuch.

## Handlung
Frankreich, zur Zeit der deutschen Besatzung während des Zweiten Weltkriegs. Die halbwüchsige Nanette lebt mit ihren Eltern auf dem Land und ist ein liebes, süßes, junges Mädchen, offenherzig und unverstellt gegenüber jedermann, ein unbedarfter Teenager, vielleicht ein wenig naiv, sehr verträumt und auf der Suche nach der „großen Liebe“. Eines Tages entdeckt sie einen jungen, verwundeten Mann, der sich Claude nennt und von sich behauptet, er sei ein abgeschossener, englischer Soldat. Rasch ist das hier in der Einöde vereinsamende Mädchen fasziniert von dem geheimnisvollen Fremden, der nicht nur Abenteuer und die weite Welt verheißt, sondern auf Nanette auch als Mann große Anziehungskraft verströmt. Und so ist sie, trotz aller möglichen Gefahren, sofort bereit, dem angeblichen Briten zu helfen. Um „Claude“ nicht in die Hände der Deutschen oder der Pétain-Anhänger, zu denen auch ihre Eltern gehören, fallen zu lassen, hilft Nanette dem jungen Mann auf und versteckt ihn auf dem Dachboden des elterlichen Bauernhofes. In ihren Gefühlen zu „Claude“ entflammt, verbringt Nanette mit ihm jede freie Minute. Beide sonnen sich vollkommen nackt in der freien Natur, doch so sehr Nanette ihn auch zu verführen versucht – „Claude“ bleibt letztlich standhaft.
Die gemeinsamen Tage fliegen nur so dahin und lassen fast vermuten, man befände sich im tiefsten Frieden. Eines Tages knüpft „Claude“ über einen Vermittler, den alten Monsieur Flouret, Kontakt zur ortsansässigen Résistance. Nanette, die zum angeblichen und um einiges älteren Engländer tiefes Vertrauen entwickelt hat, ist sehr erbost darüber, dass dieser sich nun bei ihr rar macht und denunziert den „feindlichen Engländer“ bei der Nazi-hörigen französischen Polizeimiliz. Als diese den angeblichen Claude verhaften will, steht jener junge Mann plötzlich in der Uniform eines SS-Offiziers vor ihnen. Fassungslos muss Nanette erfahren, dass jener falscher Engländer, der in Wahrheit ein Deutscher ist, ihre Verliebtheit und Unbedarftheit nur dazu genutzt hatte, um über sie an die verbliebenen Résistance-Kämpfer der hiesigen Maquis heranzukommen. Um die Demütigung Nanette vollkommen zu machen, ordnet der SS-Mann an, dass sich die Dorfbewohner alle versammeln und befiehlt Nanette, den Befehl zu deren Erschießung zu geben. In Tränen aufgelöst, bricht das Mädchen zusammen. Nun hat Nanette wirklich ihre Unschuld verloren. Zwanzig Jahre später besucht der namenlose Deutsche den Ort seines Verbrechens. Eine frühzeitig gealterte und vergrämte Frau erkennt ihn und nimmt an dem Kriegsverbrecher späte Rache.

## Produktionsnotizen
Le Sauveur entstand im Sommer 1970 in bzw. bei Ully-Saint-Georges und lief am 1. September 1971 an. In Deutschland war der Film nicht zu sehen.
Muriel Catala war 1969 für diese Rolle ausgesucht worden und erhielt nach der Uraufführung den Nachwuchspreis ‘Révélation ‘71’ (Entdeckung 1971).

## Wissenswertes
Die Buchholz-Rolle sollte eigentlich Jean-Pierre Mocky spielen.
Die Geschichte um das Massaker an einem gesamten Dorf war von den Ereignissen in Oradour-sur-Glane (1944) inspiriert.

## Kritiken
Das große Personenlexikon des Films lobte vor allem Muriel Catalas schauspielerisch „erstaunlich reife Leistung“.
Samuel Douhaire erinnerte dieser Film „in seinen besten Momenten“ an Werke von Claude Chabrol.
Éric Senabre fand, „Le Sauveur“ beschreibe „die Korrumpierbarkeit der Unschuld, die sich aller zeitlichen Begrenzung“ entziehe und resümierte: „Ein glänzendes, kraftvoll originales Werk“